# Видземский рынок (Рига)

Мясной павильон Александровского рынка в начале XX века.

Видземский рынок (ранее Александровский рынок, Матвеевский рынок; латыш. Vidzemes tirgus, нем. Alexandermarkt) — открытый в 1902 году рынок в центральной части Риги, на Александровской улице, где купцом Н. Е. Матвеевым был построен первый в городе стационарный торговый павильон (сохранился до наших дней), завещанный в собственность города. В настоящее время Видземский рынок является подразделением Центрального рынка Риги.

## История

Площадь старого рынка на Александровской улице, 1899 год.

Видземский рынок существует с 1876 года и первоначально находился чуть дальше от центра, на месте Новой Гертрудинской церкви возле артезианского колодца — Большой водокачки (помпы). Место для рынка было предоставлено в Петербургском предместье, чтобы облегчить покупки жителям близлежащих районов, которым не надо было ехать на Даугавский рынок у набережной. Тем более, там же находилась конечная станция конки.
На рынке было предусмотрено всего 160 торговых мест, а ежедневно торговали от 400 до 800 человек. 
Поскольку во время Второй промышленной революции в России Рига как крупнейший промышленный город быстро развивалась и население её росло, территория рынка стала тесной и в 1897 году его перенесли на теперешнюю площадку — на углу Александровской (номер 72 по тогдашней нумерации) и Матвеевской улиц. 

Проект Александровского рынка, инженер А.К. Енш

Владелец рынка, купец Николай Евдокимович Матвеев, заказал проект строительства капитальных павильонов у знаменитого архитектора Рейнгольда Шмелинга. Они были выполнены из кирпича в стиле эклектизма с перекрытиями из металлических форм. При кладке использовали стеклянные кирпичи для доступа света в помещения. Холодильников и отопления в павильонах ещё не было. Но мясной павильон был первым торговым павильоном закрытого типа в Риге. Второй — открытый холл — предназначался для торговли другими продуктами. Общая стоимость строительства составила 235 тысяч рублей.
15 октября 1902 года были открыты два суперсовременных павильона и административное здание на новом рынке. Таким образом, он стал первым, где были построены благоустроенные павильоны. На рынке было предусмотрено 180 мест в павильонах, 200 мест под навесами, 480 человек могли торговать с возов.
Купец Матвеев завещал рынок городу Риге. С одним условием — сохранить его как исторический торговый объект.
В 1924 году решением Рижской думы от 7 августа Александровский рынок был переименован в Видземский. Название Матвеевского рынка (Matīsa tirgus) тогда же было дано площадке для торговли дровами и фруктами на Матвеевской улице, 25, открытой в 1924 году на месте снесённой казармы.
В 1929 году на рынке был построен дополнительный павильон для торговли селёдкой, а затем рыночную площадь со стороны улицы Бривибас закрыл построенный городом в 1937-38 годах дом, где разместились 118 квартир, служебные помещения рынка и киоски (архитекторы Янис Ренгартс, Станислав Борбал, Альберт Вецсилис). 
C 1 июля 1939 года начало работать отделение по торговле дровами на Видземском рынке, поэтому с 1 августа Матвеевский дровяной рынок был ликвидирован.

## Рынок в советский период
В советское время рынки стали колхозными, при этом сохранились возможности торговли продукцией приусадебных хозяйств. В середине 1970-х годов на Видземском рынке постоянные магазины имели 20 колхозов, остальные места занимали единоличные хозяйства. 
Рынки подчинялись профильному управлению Министерства торговли Латвийской ССР. Однако в Риге к началу 1980-х годов действовало 5 рынков: 4 исторических (Центральный, Матвеевский, Агенскалнский и Чиекуркалнский) и один новый — в микрорайоне Вецмилгравис. Норматив — 2 торговых места на рынке на каждую тысячу жителей — в столице выполнялся только на 80 %. Поэтому институт «Латгипрогорстрой» разработал проект развития колхозных рынков в Риге, но всё что было связано со строительством и реконструкцией вызывало трудности. Для строительных организаций эти объекты были сложными и они не хотели брать на себя выполнение этих работ.
В период 50 лет до 1982 года в Риге не было построено ни одного нового рынка, а из имеющихся 51 только 7 были подключены к отоплению. Для благоустройства рынков не хватало и отделочных материалов, например таких как краска для стен. Видземский рынок одним из первых был благоустроен и подключён к центральному отоплению. 
Постановление ЦК КПСС и Совета Министров СССР «О дополнительных мерах по расширению продажи колхозами, совхозами и другими сельскохозяйственными предприятиями плодоовощной продукции организациям потребительской кооперации и на колхозных рынках» разрешило этим организациям продавать свою продукцию на рынках не по государственным, а по договорным ценам в объёме не более 10 % от плановой продукции и сверхплановую продукцию без ограничений. Были также отменены ограничения вывоза и реализации овощей, бахчевых культур, плодов и ягод и другой продукции из других республик Советского Союза, что увеличило поставки этой продукции на рынки. В 1982 году на рынке стал действовать пункт потребительской кооперации, куда можно было сдать продукцию оптом, если колхозники или владельцы приусадебных участков не хотели торговать ею самостоятельно. Также единоличники могли передать свою продукцию для продажи колхозу на его стенде.

## Современное состояние
После восстановления независимости Латвии и прав собственности на землю территория рынка оказалась разделённой между разными владельцами, а рынок стал постепенно терять свою популярность. Новые власти сдали рынок в аренду частной фирме Delta SBMB в 2001 году, с условием, что арендатор вложит в развитие 5 млн латов, чего сделано не было. Поэтому законность этой сделки в суде несколько лет оспаривал муниципальный Рижский Центральный рынок, добившись решения в свою пользу в 2008 году. Однако во время тяжбы условия торговли ухудшились, за эксплуатацией зданий никто не следил, они стали приходить в негодность. 25 ноября 2007 года в мясном павильоне произошел пожар, уничтоживший внутреннее убранство здания и повредивший конструкции здания. 
Попытки оживить эту площадку предпринимали студенты Латвийской академии художеств, которые провели на рынке показ мод, и организаторы мероприятия "Одесский дворик", однажды превратившие рынок в Привоз. Однако систематической работы это не заменило. 
К 2018 году Рижской думе и руководителю Комитета по развитию города Олегу Бурову удалось упорядочить правовое состояние недвижимости, после чего было предложено включить её в уставной капитал предприятия самоуправления "Рижский Центральный рынок", а затем искать для него стратегического инвестора либо развивать за собственные средства. 